# Teenage Mutant Ninja Turtles: Fall of the Foot Clan
Teenage Mutant Ninja Turtles: Fall of the Foot Clan ist ein 1990 von Konami entwickeltes und veröffentlichtes Side-Scrolling Beat ’em up. Es ist das erste Videospiel der Turtles-Reihe, das auf Nintendos Game Boy erschien und basiert auf der TV-Zeichentrickserie Teenage Mutant Hero Turtles. Bei der Erstveröffentlichung in Deutschland betrug der Kaufpreis ca. 70 DM.

## Handlung
Einmal mehr müssen die vier Turtles Leonardo, Donatello, Raphael und Michelangelo die Reporterin April O'Neil aus den Fängen von Shredder, Krang und dem Foot Clan befreien. Dabei führt sie ihr Weg durch die Kanalisation, über die Straßen von New York City bis zum Technodrome, der Aufenthaltsstätte des Shredders und ihrer entführten Freundin.

## Gameplay
Der Spieler wählt einen der vier spielbaren Charaktere aus und leitet ihn durch insgesamt fünf Level, in denen sich stets Shredders Handlanger in den Weg stellen. Das Gegnerspektrum umfasst dabei unter anderem die Foot Soldiers sowie Kampfroboter namens Mouser und Roadkill Rodney. Am Ende jedes Levels wartet ein Endgegner, der besiegt werden muss, um ins nächste Level fortzuschreiten. Verliert der Spieler seine Lebensenergie, gilt dieser Turtle als gefangen und es muss ein anderer ausgewählt werden, um an entsprechender Stelle fortsetzen zu können. Das Spiel endet, falls alle vier Turtles gefangen genommen wurden. Dabei ist es möglich, einen gefangenen Turtle zu befreien sowie seine Lebensenergie wieder aufzufüllen, wenn eines der im Spiel versteckten Minispiele gewonnen wird. Ebenfalls wirkt sich das Aufsammeln von Pizza, welche an einigen Punkten gefunden oder von besiegten Gegnern hinterlassen wird, auf die Lebensenergie aus.
Die Steuerung der Spielfigur setzt sich aus dem Steuerkreuz zur Bewegung nach links oder rechts, dem A-Knopf zum Springen und dem B-Knopf zum Angreifen zusammen. Vor Start des Spiels hat der Spieler die Option, die Tastenbelegung der beiden Knöpfe zu tauschen. Während der Charakter in geduckter Position ein Shuriken wirft, führt er zudem bei einem Angriff in der Luft einen Sprungtritt aus.

## Levelumgebungen
Es gibt eine Gesamtanzahl von fünf Leveln, jedes mit seinem eigenen Endgegner. Der Spieler hat die Möglichkeit sich auszusuchen, mit welchem Level er beginnen möchte. Es ist vonnöten, jedes der Level zu komplettieren, um das Spiel abzuschließen. Die Reihenfolge der ausgewählten Level ist dabei nicht relevant.
- Stage 1 – Kanalisation und die Straßen New Yorks (Boss: Rocksteady)
- Stage 2 – Fabrik (Boss: Bebop)
- Stage 3 – Konvoi (Boss: Baxter Stockman)
- Stage 4 – Berghöhle (Boss: Shredder)
- Stage 5 – Technodrome (Boss: Krang)